# Gavin McInnes
Gavin Miles McInnes (pronunciación en inglés: /məˈkɪnɪs/; 17 de julio de 1970) es un escritor anglo-canadiense, podcaster, comediante retirado y comentarista político de ultraderecha. Es el anfitrión del podcast Get Off My Lawn, en la plataforma de vídeo on-line CENSORED.TV que él mismo fundó. En 1994, con 24 años, cofundó en Canadá la revista Vice, un icono cultural de la subcultura hipster. En 2001 se mudó a los Estados Unidos. En los últimos años, ha sido una figura llamativa por su activismo político ultraderechista y sobre todo como fundador de los Proud Boys, una organización neofascista señalada como grupo terrorista en Canadá y como peligrosa por varias organizaciones e instituciones.
McInnes es ampliamente conocido por promover la violencia contra de quienes considera adversarios políticos. Pese a esto, ha declarado, que sólo ha apoyado violencia política en defensa propia y que no es ni ultraderechista ni partidario del fascismo.

## Biografía
Nacido de padres escoceses en Hitchin, Hertfordshire, Inglaterra, McInnes emigró con su familia a Canadá siendo todavía un niño. Se graduó de la Universidad de Carleton en Ottawa y se mudó a Montreal, donde cofundó la revista Vice junto con Suroosh Alvi y Shane Smith. Gracias al éxito de ésta, se mudó para trabajar en Vice Media, a la Ciudad de Nueva York en 2001. Ha colaborado con la revista de ultraderecha Taki's Magazine, ha sido invitado en Fox News y ha sido invitado frecuente en TheBlaze, así mismo ha contribuido con The Rebel Media. Ostenta las nacionalidades canadiense y británica y actualmente vive en Larchmont (Nueva York).
Gracias a su tiempo en la icónica revista Vice, McInnes fue conocido como una de las principales figuras de la subcultura hipster. Después de ser expulsado de dicha revista en 2008, McInnes llamó cada vez más la atención por sus opiniones de ultaderecha. Es el fundador de los Proud Boys (literalmente, «Chicos Orgullosos»), un grupo neo-fascista solo para hombres que aboga por "los derechos de los hombres", clasificada como "organización promotora del odio" por el Southern Poverty Law Center («Centro Legal sobre la Pobreza Sureña»). McInnes ha rechazado esta clasificación, afirmando que el grupo no "es un grupo extremista y que no tiene lazos con nacionalistas blancos".
En 2018, McInnes fue despedido del grupo Blaze Media y sus cuentas han sido suspendidas por Twitter, Facebook e Instagram por violar los condiciones de uso al promover grupos extremistas violentos y enarbolar discursos de odio. En junio de 2020 su cuenta de YouTube fue suspendida por violar las políticas conscernientes a la propagación de discursos de odio, así como, por postear contenido que "glorificaba [e] incitaba a la violencia contra otra persona o grupo de personas."